# Xanrey
Xanrey és un municipi francès situat al departament del Mosel·la i a la regió del Gran Est. L'any 2007 tenia 104 habitants.

## Demografia

### Població
El 2007 la població de fet de Xanrey era de 104 persones. Hi havia 40 famílies, de les quals 12 eren unipersonals (12 dones vivint soles i 12 dones vivint soles), 12 parelles sense fills i 16 parelles amb fills.
La població ha evolucionat segons el següent gràfic:
Habitants censats

### Habitatges
El 2007 hi havia 45 habitatges, 42 eren l'habitatge principal de la família, 1 era una segona residència i 2 estaven desocupats. 44 eren cases i 1 era un apartament. Dels 42 habitatges principals, 34 estaven ocupats pels seus propietaris, 7 estaven llogats i ocupats pels llogaters i 1 estava cedit a títol gratuït; 5 tenien tres cambres, 3 en tenien quatre i 34 en tenien cinc o més. 37 habitatges disposaven pel capbaix d'una plaça de pàrquing. A 24 habitatges hi havia un automòbil i a 14 n'hi havia dos o més.

### Piràmide de població
La piràmide de població per edats i sexe el 2009 era:
| Homes | Edats   | Dones |
| ----- | ------- | ----- |
| 0     | 95 o +  | 0     |
| 0     | 90 a 94 | 0     |
| 0     | 85 a 89 | 0     |
| 0     | 80 a 84 | 0     |
| 4     | 75 a 79 | 4     |
| 0     | 70 a 74 | 4     |
| 0     | 65 a 69 | 4     |
| 4     | 60 a 64 | 0     |
| 4     | 55 a 59 | 0     |
| 0     | 50 a 54 | 4     |
| 8     | 45 a 49 | 4     |
| 4     | 40 a 44 | 4     |
| 4     | 35 a 39 | 4     |
| 8     | 30 a 34 | 4     |
| 4     | 25 a 29 | 8     |
| 0     | 20 a 24 | 4     |
| 4     | 15 a 19 | 12    |
| 4     | 10 a 14 | 0     |
| 12    | 5 a 9   | 8     |
| 8     | 0 a 4   | 0     |

## Economia
El 2007 la població en edat de treballar era de 62 persones, 44 eren actives i 18 eren inactives. De les 44 persones actives 41 estaven ocupades (23 homes i 18 dones) i 4 estaven aturades (1 home i 3 dones). De les 18 persones inactives 9 estaven jubilades, 4 estaven estudiant i 5 estaven classificades com a «altres inactius».
Activitats econòmiques
L'únic establiment que hi havia el 2007 era d'una empresa de comerç i reparació d'automòbils.
L'únic servei als particulars que hi havia el 2009 era un guixaire pintor.
L'any 2000 a Xanrey hi havia 7 explotacions agrícoles que ocupaven un total de 1.015 hectàrees.

## Poblacions més properes
El següent diagrama mostra les poblacions més properes.